# Битка код Превезе
Битка код Превезе вођена је 28. септембра 1538. године између Свете лиге и Османског царства. Део је Млетачко-турског рата (1537-40), а завршена је победом Турака.

## Битка
У Млетачко-турском рату, у водама Превезе се, лети 1538. године, појавила хришћанска флота од 166 галија и 64 брода на једра. Предводио ју је Андреа Дори, а циљ јој је био спречавање пљачкашких дејстава турске флоте на мору. Септембра исте године је Хајредин Барбароса допловио са главнином турске флоте у Јонско море и неометано продро у Превезу. Барбароса је 27. септембра са 122 галије кренуо у напад на хришћанску флоту. Дори се, иако надмоћнији, држао пасивно и навлачио турске бродове на артиљеријску ватру чиме је непотребно изложио неке од својих бродова. Борба се водила топовима и аркебузама. У центру је остао велики венецијански галеон са 128 топова кога су турске галије нападале у таласима од по 20 бродова. Турци су одгодили коначни напад за сутра задовољивши се освајањем седам хришћанских галија. Сами су изгубили свега 1 галију. Користећи повољан ветар, Дори је током ноћи отпловио за Крф. Турци су након победе имали иницијативу на Средоземном мору све до Лепантске битке 1571. године.